# Koreaskedstork
Koreaskedstork (Platalea minor) är en fågel i familjen ibisar inom ordningen pelikanfåglar. Den förekommer vid kustområden i Östasien. Arten är utrotningshotad, men beståndet återhämtar sig långsamt.

## Utseende
Koreaskedstorken är något mindre än skedstorken som den annars påminner om. Koreaskedstorken mäter 60–78,5 centimeter och har ett vingspann på 110 centimeter. Den är nästan helvit förutom det fjäderlösa svarta partiet i ansiktet som sträcker sig bakom det röda ögat, den långa svarta näbben med skedformad spets och de långa mörkgrå till svarta benen.
I adult häckningsdräkt har den en ljust rostbrun fläck på övre delen av bröstet som kan sträcka sig upp på halsen och bak mot nacken. Huvudplymerna som anläggs till häckningsperioden har en ljust rostbrun ton. Den adulta fågeln har även en klargul fläck framför ögat. Hos juvenilen är näbben rosa och mörknar först med tiden, och dess yttersta handpennespetsar är svarta. Adult dräkt anläggs vid fem års ålder.

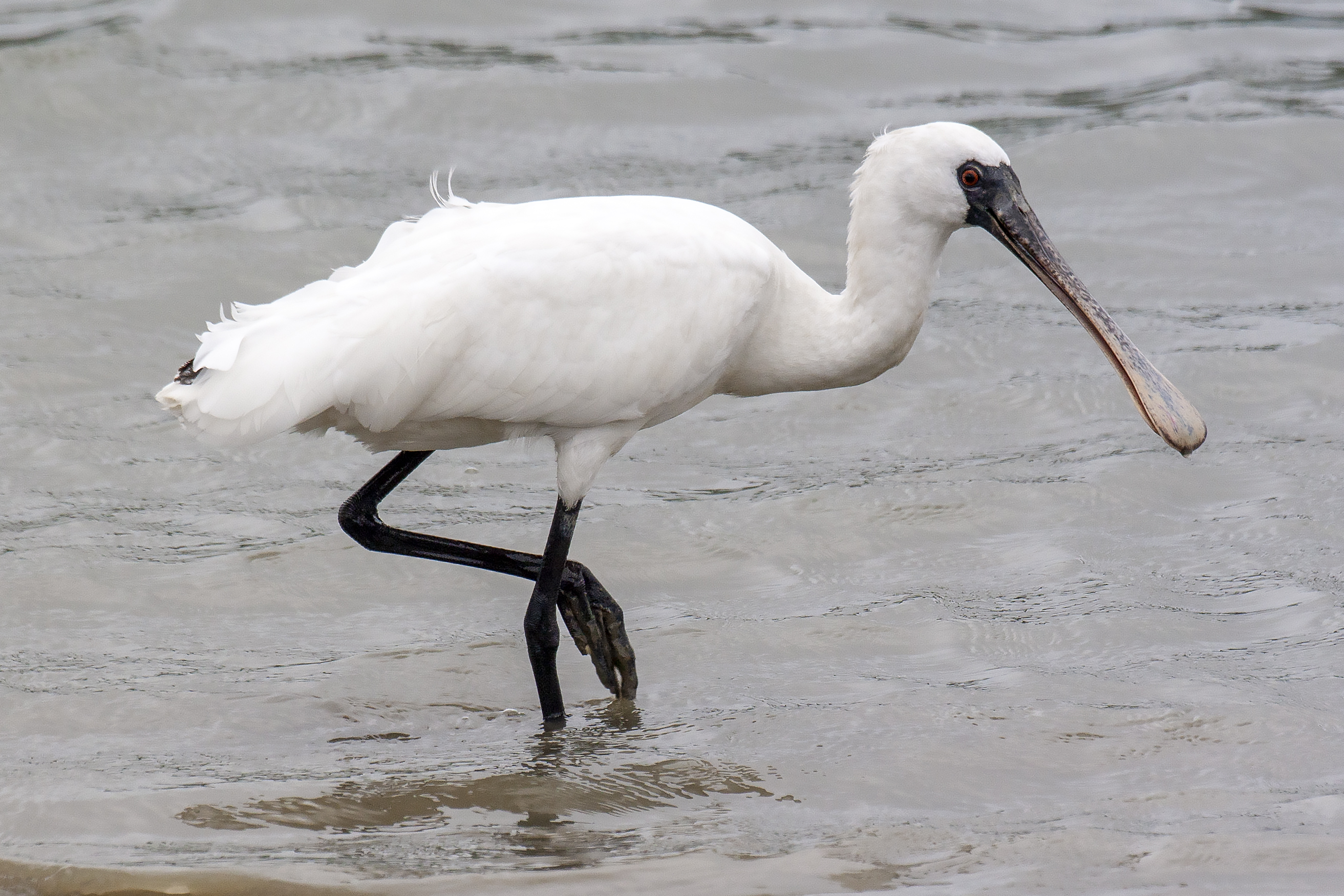
Juvenil koreaskedstork.

I flykten har koreaskedstorken ganska snabba vingslag som blandas med korta glid vilket skiljer den från vita egretthägrar.

## Utbredning
Koreaskedstorken är den skedstork som har det minsta globala utbredningsområdet. Arten är endemisk för Östasien och häckar på öar utanför Nordkoreas norra västkust och utefter kusten i östra Shandongprovinsen i Kina. Den är en flyttfågel som bildar stora flockar under vintern. Dess främst övervintringsområden är Taiwan där över 50 % av populationen övervintrar. Andra övervintringsområden är Hongkong, Kinas fastland, Japan, Macau, Sydkorea och Vietnam. Det förekommer att arten översomrar på öarna Kyushu och Nansei Shoto i Japan.

## Ekologi
Koreaskedstorken häckar i fågelkolonier med andra arter på mindre öar under perioden mars till augusti. De födosöker på leriga tidvattenstränder, i våtmarker och vid sjöar, i små grupper eller ensamma och vintertid kan de beblanda sig med skedstork. De födosöker genom att svinga huvudet från sida till sida och känna med näbben i vattnet efter byten samtidigt som de långsamt rör sig framåt. De kan också födosöka mer aktivt och jaga byten som de försöker fånga med näbben. Den lever främst av småfisk och kräftdjur. Arten är delvis nattaktiv och vilar ofta på dagen och förekommer då ofta i träd, på byggnader eller stående i grunt vatten på ett avstånd av två till tre kilometer från födoplatsen. Det finns rapporter av vilda individer som uppnått en ålder av 9,5 år.

## Status och hot

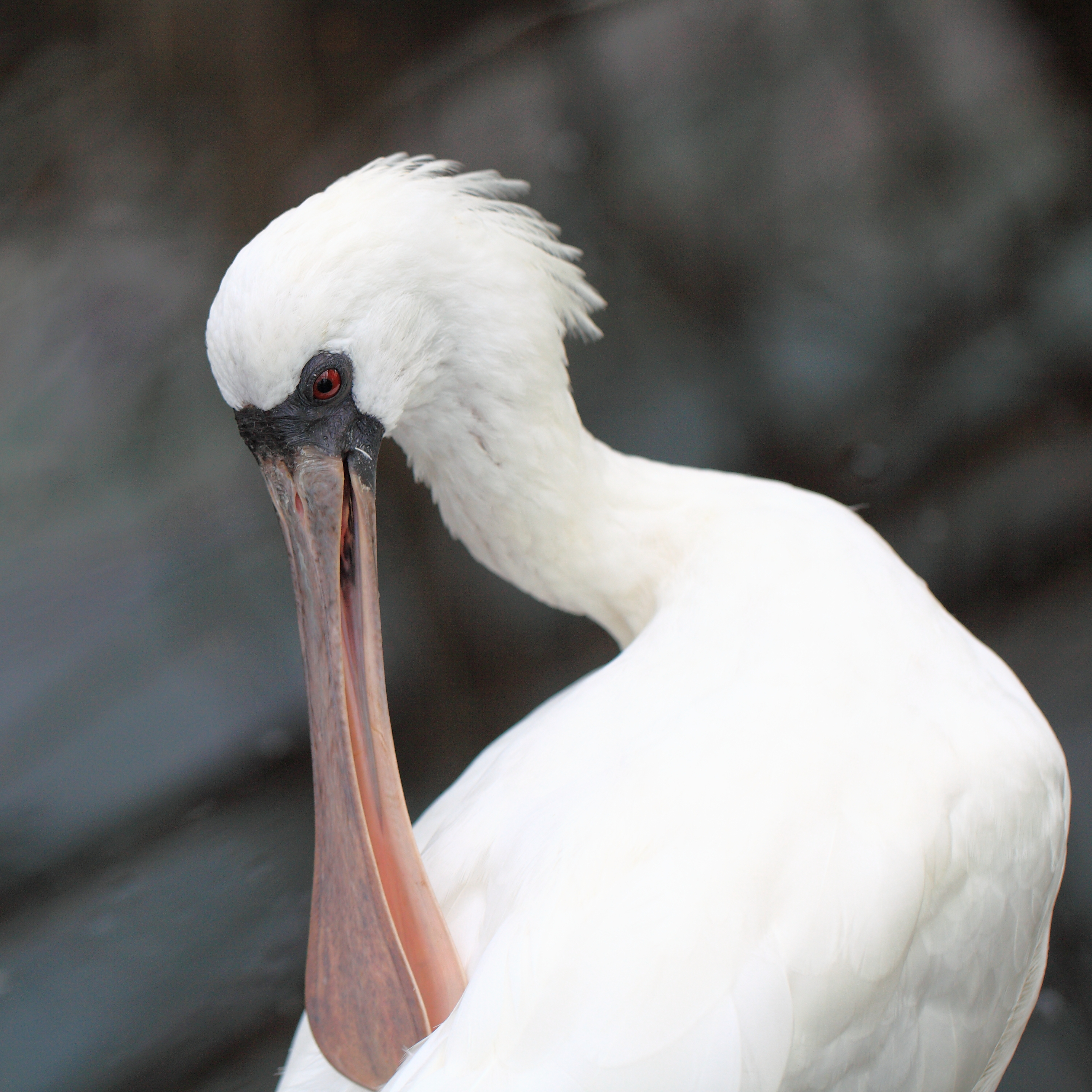
Juvenil koreaskedstork.

Koreaskedstorken är den enda skedstork som är utrotningshotad och arten kategoriseras som starkt hotad (EN) av IUCN. Uppskattningen av den totala populationen baseras på taxering som sker i vinterkvarteren. Första räkningen skedde under åren 1988–1990 och populationen uppskattades då till 288 individer. 2001 uppskattades den globala populationen omfatta 835 individer och 2012 2 693 individer. I januari 2017 bestod den dock av hela 3 941 individer.
Största orsaken till artens minskning tros vara habitatförstöring. De leriga områden som uppstår mellan tidvattnen används till jordbruk, för fiskodling och av industri. Koreakriget (1950–1953) torde också ha haft en negativ inverkan på arten eftersom fåglarna slutade häcka i Sydkorea vid den tiden. En gång var det vanligt att koreaskedstorken övervintrade i Japan, men det upphörde i början av 1950-talet. Ett annat stort hot utgörs av miljögifter och bekämpningsmedel.
För närvarande är arten tämligen väl skyddad i Nordkorea eftersom öarna med häckningsplatser utanför kusten utsetts till en skyddszon med beträdnadsförbud. Det finns ändå flera hot mot arten, särskilt i deras vinterkvarter. Industrins behov av mark är stort i de delar av Taiwan där koreaskedstorken övervintrar. Motsvarande områden i Vietnam tas i anspråk för räkodling trots att de ligger i ett reservat enligt Ramsarkonventionen. I Hongkong stör fiskare och snäcksamlare ofta fåglarnas möjlighet att äta vid lågvatten.